# Yasunobu Chiba
Yasunobu Chiba (født 11. april 1971) er en tidligere japansk fodboldspiller.
Han har spillet for flere forskellige klubber i sin karriere, herunder Toshiba og Vegalta Sendai.